# Sophie Pacini
Sophie Pacini (Monaco di Baviera, 12 dicembre 1991) è una pianista tedesca.

## Biografia e carriera musicale
Sophie Pacini, di padre italiano e madre tedesca, debutta come pianista all'età di nove anni. L'anno seguente viene ammessa nella classe del prof. Karl-Heinz Kämmerling all'Università Mozarteum di Salisburgo, dove poco dopo entra a far parte dell'Istituto per giovani di alto talento musicale "Leopold Mozart". Nel 2007 passa nella classe del prof. Pavel Gililov e si laurea con lode nel 2011. Completa la sua formazione con Dmitri Bashkirov e Fou Ts'ong.
Sophie Pacini si è esibita in sale da concerto in tutto il mondo, fra le altre alla Suntory Hall e alla Orchard Hall di Tokio, alla Elbphilharmonie di Amburgo, alla Sala Beethoven di Bonn, alla Tonhalle (Zurigo), al Konzerthaus Berlin e alla Philharmonie Berlin, all'Herkulessaal nella Residenza di Monaco di Baviera, alla Philharmonie am Gasteig di Monaco di Baviera, al Konzerthaus di Dortmund, al Gewandhaus di Lipsia, al Wiener Konzerthaus, alla Wigmore Hall di Londra, all'Opéra di Digione, al Palais des Beaux-Arts di Bruxelles/BOZAR, alla Philharmonie di Haarlem, al Municipio di Hong Kong e al Municipio di Città del Capo.
Ha tenuto concerti in numerosi Festival internazionali, fra gli altri al Festival di Lucerna, al Festival pianistico della Ruhr, al Festival di Salisburgo, al Festival musicale del Rheingau, al Festival di Schwetzingen, al Musikfest di Brema, al Piano Festival aux Jacobins di Tolosa, al Festival di musica da camera di Lockenhaus con Gidon Kremer, al Festival del Mecklenburgo-Pomerania occidentale, al Progetto Martha Argerich a Lugano e al Martha Argerich Festival di Amburgo.
Come solista ha suonato con orchestre come il Gewandhausorchester Leipzig, la Tokyo Philharmonic Orchestra, l'Orchestra della Tonhalle di Zurigo, l'Orchestra sinfonica di Lucerna, la Dresdner Philharmonie, il Münchner Rundfunkorchester, il Wiener Kammerorchester, il Mozarteumorchester Salzburg, il Maggio Musicale Fiorentino, l'Orchestra da camera del Württemberg, l'Orchestra sinfonica di Berna e la Bournemouth Symphony Orchestra.
Ha ideato, inoltre, e moderato nuovi programmi radiofonici per le reti nazionali tedesche Deutschlandfunk e Südwestrundfunk.
Dal 2023 organizza e dirige un proprio Festival, il Musikfestival "Nuancen"
Dal 2023 è socio ordinario dell'Accademia europea delle scienze e delle arti

## Discografia
- 2012 Schumann: Concerto per pianoforte e orchestra op.54 / Mozart: Concerto per pianoforte orchestra n.9 (Mozart) K 271 - Deutsche Staatsphilharmonie Rheinland-Pfalz, dir. Radoslaw Szulc (Onyx Classics)[6]
- 2012 "Schumann - Liszt" (Avi Music)[7]
- 2014 "Chopin" (Avi Music[8])
- 2016 "Solo Piano" - Beethoven - Liszt (Warner Classics[9]
- 2018 "In Between" - Robert Schumann, Clara Schumann, Mendelssohn Bartholdy e Fanny Hensel (Warner Classics[9])
- 2020 "Rimembranza" - Mozart, Schubert, Liszt/Schubert, Love Theme Andrea di Andrea Morricone da Nuovo Cinema Paradiso (Avenir[10])[10]
- 2022  "Boundless" - Poulenc, Bernstein, Weinberg, Prokof'ev - Duo: Sophie Pacini (Piano), Pablo Barragán (Clarinetto) (Aparté - Label[11])
- 2022 (DVD) "Sophie Pacini & Martha Argerich - New Year’s Impression from Vienna" (Arthaus Musik[12])
- 2023  "Puzzle" - Chopin und Skrjabin (Outhere / Fuga libera[13]
- 2025 "bittersweet"- Händel, Mozart, Schubert, Schumann, Brahms, Chaminade, Debussy (Deutsche Grammophon[14], Avenir[15])

## Premi
- 2011 Prix "Edmond de Rothschild-Thierry Scherz"- Les Sommets Musicaux de Gstaad[16][17]
- 2011 Premio della Radio Nazionale Tedesca e "artist in residence" (Deutschlandfunk) conferito al Musikfest-Preis di Brema[18]
- 2013 Borsista della Mozart-Gesellschaft di Dortmund[19]
- 2015 ECHO Klassik - Newcomer of the Year (Migliore artista esordiente dell'anno)[20]
- 2017 International Classical Music Award (ICMA) ("Young Artist of the Year")[21]
- 2023 Membro ordinario dell'Accademia europea delle scienze e delle arti[5]